# 富山家庭裁判所
富山家庭裁判所（とやまかていさいばんしょ）は、富山県富山市にある日本の家庭裁判所の一つで、富山県を管轄している。略称は、富山家裁（とやまかさい）。高岡、魚津に支部を、砺波に出張所を置いている。

## 所在地
- 本庁：富山県富山市西田地方町2丁目9-1　北緯36度41分1.1秒 東経137度12分24.5秒 / 北緯36.683639度 東経137.206806度
JR北陸新幹線, 高山線富山駅前6番バス乗り場から　簡保保養センター, 牛岳温泉健康センター, 山田行政センター前, 速星, 萩の島, 八尾鏡町(空港・成子行きを除く), 国立富山病院行きのいずれかに乗車 約10分 検察庁前で下車 徒歩約1分
コミュニティバスまいどはや　新・中央ルート西田地方町小学校前下車 徒歩約1分
- 高岡支部：富山県高岡市中川本町10-6　北緯36度44分55秒 東経137度1分29.5秒 / 北緯36.74861度 東経137.024861度
JR氷見線越中中川駅下車 徒歩約5分
- 魚津支部：富山県魚津市本町1丁目10-60　北緯36度48分46.1秒 東経137度23分49.8秒 / 北緯36.812806度 東経137.397167度
あいの風とやま鉄道魚津駅下車 徒歩約25分
富山地方鉄道本線富山地方鉄道本線電鉄魚津駅下車 徒歩約7分
- 砺波出張所:富山県砺波市広上町8-24　北緯36度38分2.6秒 東経136度56分51.1秒 / 北緯36.634056度 東経136.947528度
JR城端線砺波駅下車徒歩約15分

## 管轄区域
- 本庁
  - 富山市、滑川市、中新川郡舟橋村、上市町、立山町
- 高岡支部
  - 高岡市、氷見市、小矢部市、射水市
  - 砺波出張所
    - 砺波市、南砺市
- 魚津支部
  - 魚津市、黒部市、下新川郡入善町、朝日町

※ただし、魚津支部管内の合議事件・少年事件は本庁でそれぞれ取り扱う。

※砺波出張所は家事事件の受付および出張家事審判・出張家事調停のみ行い、その他の事務は高岡支部が扱う。

## 歴代所長
富山家庭裁判所の所長は富山地方裁判所の所長を兼任している。富山地方裁判所#歴代所長を参照。